# Muhammad Khoja Apardi
Muhammad Khoja Apardi (o Muhammad Khwaja Apardi) fou amir del tuman dels Apardi, que governava a Shaburgan al menys des del 1351; el territori va quedar a les seves mans en el repartiment del 1359 entre els amirs txagatais.
Vers 1360 va fer una estreta aliança amb el exilat amir de Kuhistan, Sutelmix, i van reunir un exèrcit per atacar a Malik Muizz al-Din Husayn d'Herat. Aquest per la seva part també va reunir les seves forces. Muhammad i Sutelmish van fer el jurament de que nomes veure al malik d'Herat correrien cap a ell sense aturar-se per res fins a arribar al seu costat i tallar-li el coll. Les forces dels kurt es van desplaçar cap al riu Murghab, al Gharčistan, al nord-est d'Herat i es van trobar amb els turcomongols a la plana de Yapaghu; els dos aliats van intentar portar a terme el jurament corrent a cavall amb el sabre a la ma cap el seu enemic; però les fletxes enemigues els van aturar i els van deixar morts sobre la plana; l'exèrcit turcmongol sense caps, va abandonar el camp de batalla. A Muhammad Khoja Apardi el va substituir Zinda Hasham Apardi.